# Виллер-ле-Тийёль
Вилле́р-ле-Тийёль (фр. Villers-le-Tilleul) — коммуна во Франции, находится в регионе Шампань — Арденны. Департамент — Арденны. Входит в состав кантона Флиз. Округ коммуны — Шарлевиль-Мезьер.
Код INSEE коммуны — 08478.
Коммуна расположена приблизительно в 195 км к северо-востоку от Парижа, в 80 км севернее Шалон-ан-Шампани, в 16 км к югу от Шарлевиль-Мезьера.

## Население
Население коммуны на 2008 год составляло 258 человек.
| 1962 | 1968 | 1975 | 1982 | 1990 | 1999 | 2008 |
| ---- | ---- | ---- | ---- | ---- | ---- | ---- |
| 110  | 141  | 119  | 148  | 176  | 191  | 258  |

## Экономика
В 2007 году среди 171 человек в трудоспособном возрасте (15—64 лет) 118 были экономически активными, 53 — неактивными (показатель активности — 69,0 %, в 1999 году было 70,6 %). Из 118 активных работали 113 человек (65 мужчин и 48 женщин), безработными были 5 женщин. Среди 53 неактивных 17 человек были учениками или студентами, 20 — пенсионерами, 16 были неактивными по другим причинам.

## Фотогалерея

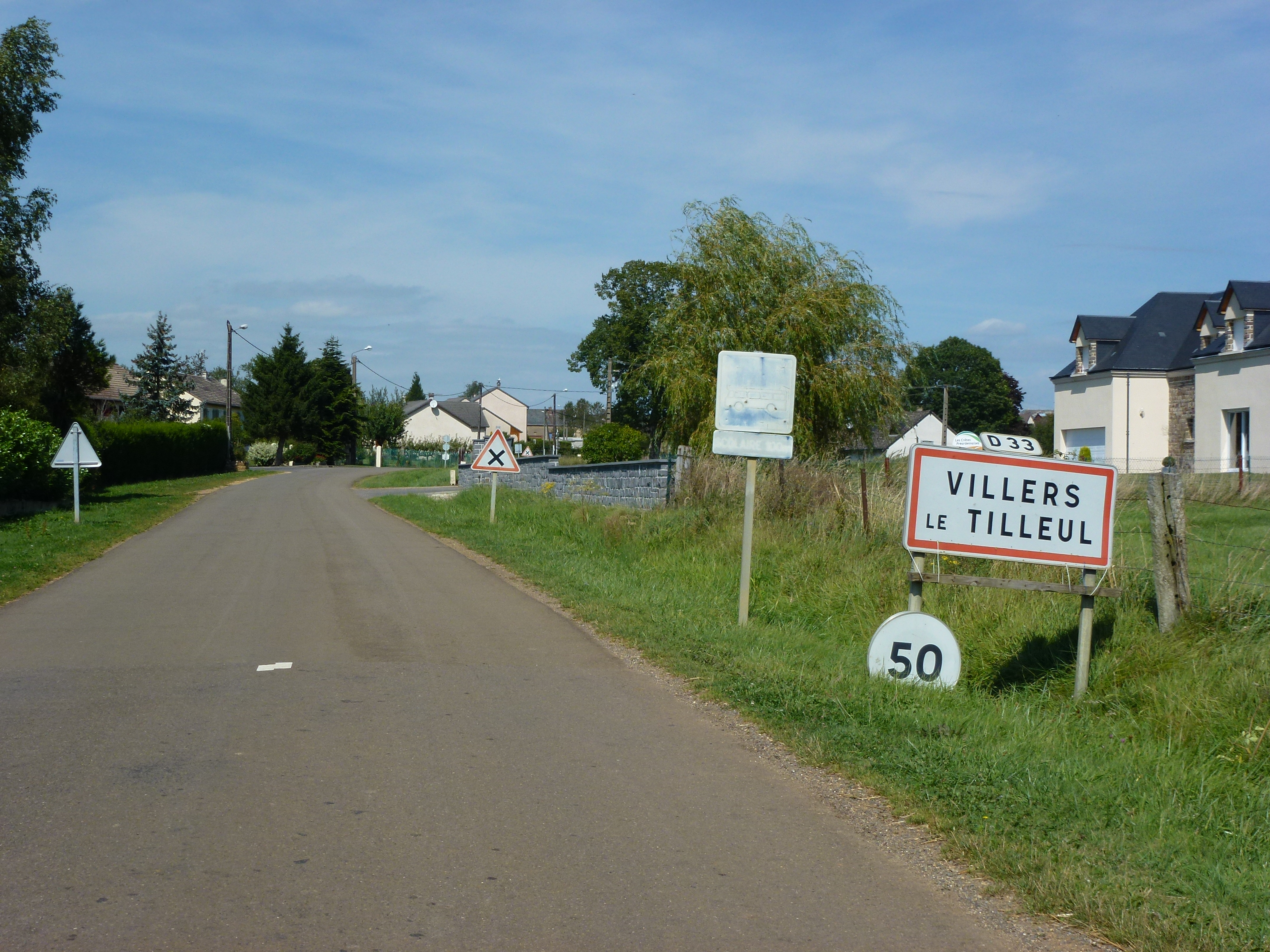
Въезд в Виллер-ле-Тийёль
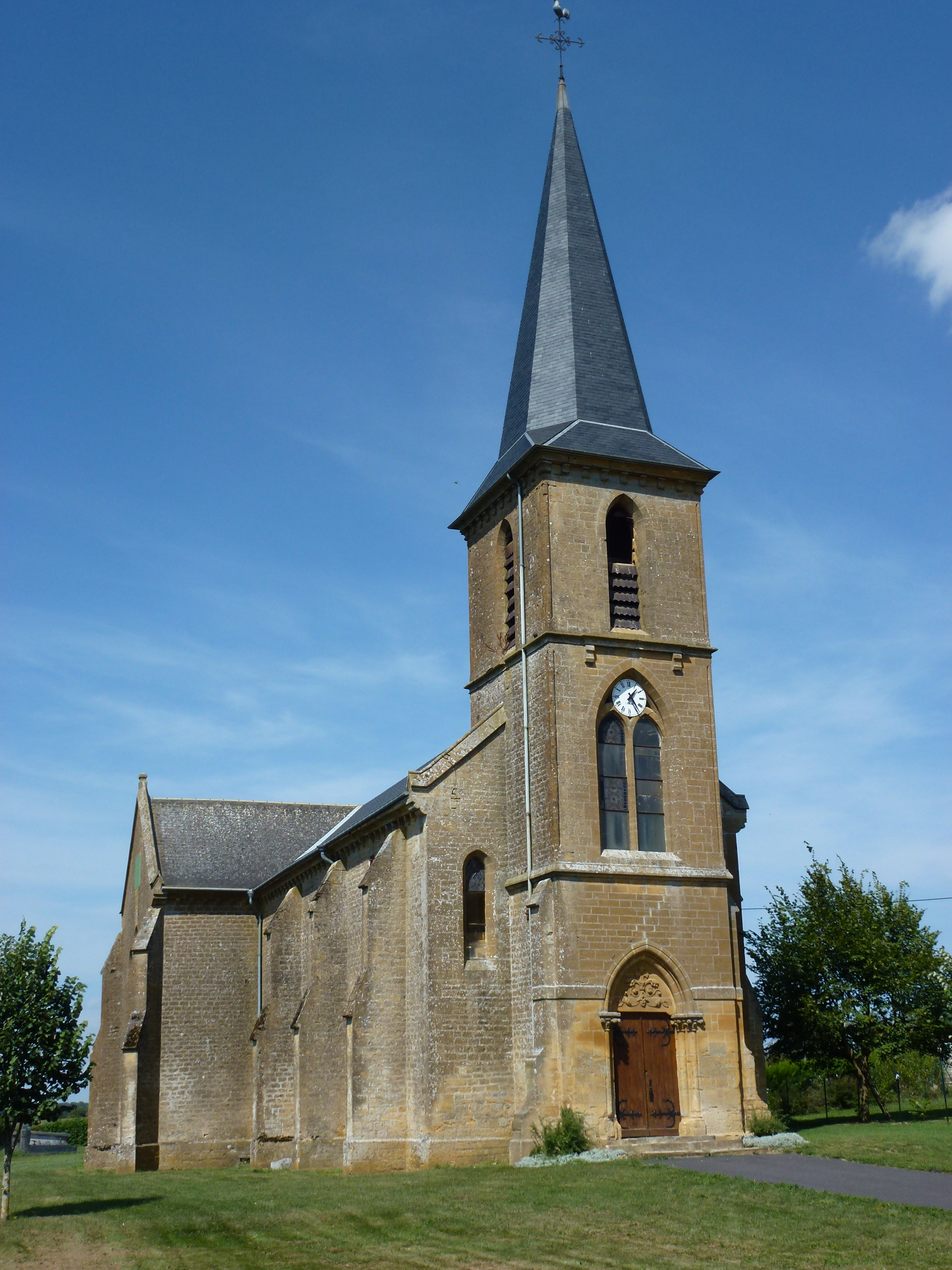
Церковь
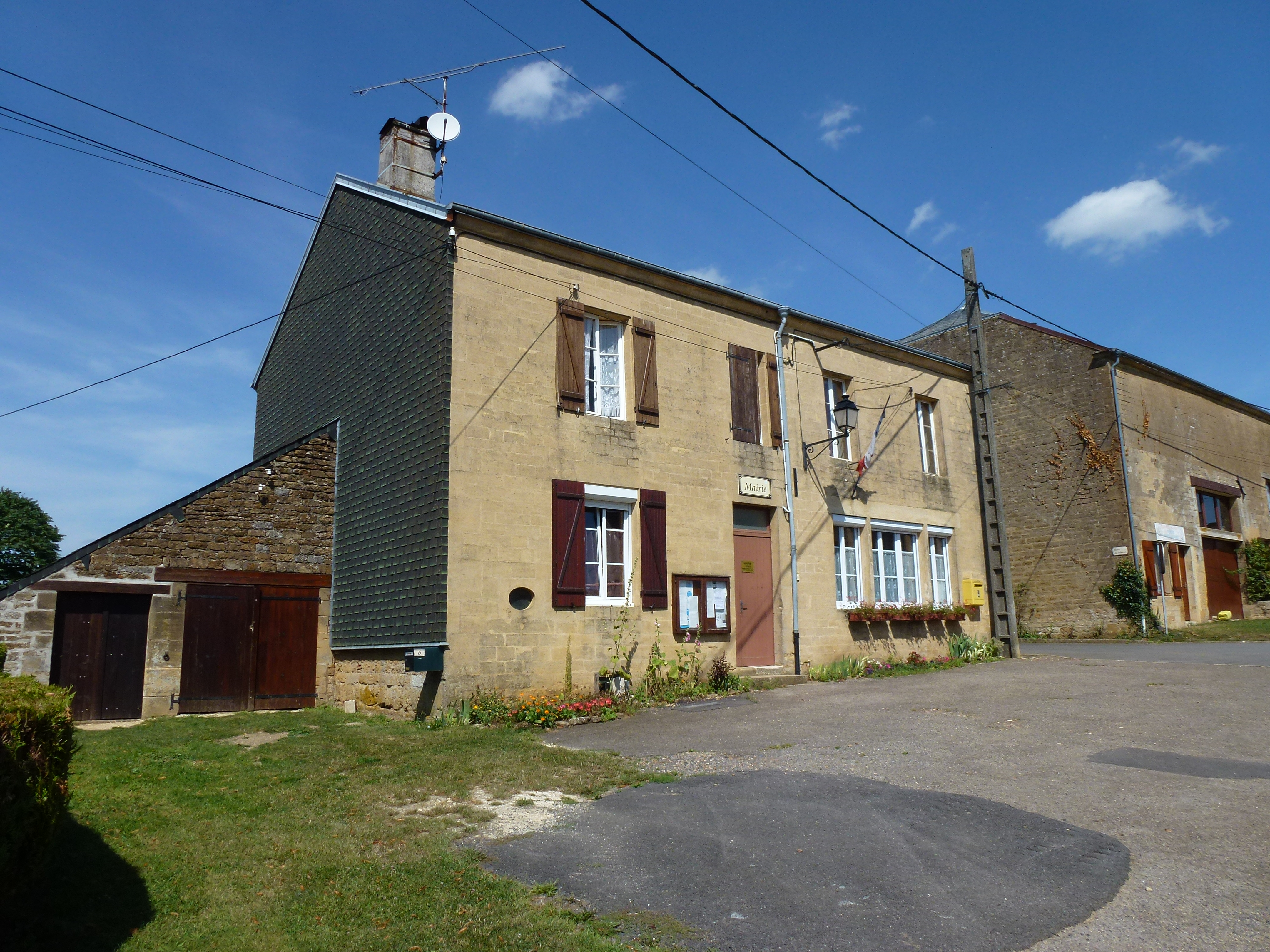
Мэрия
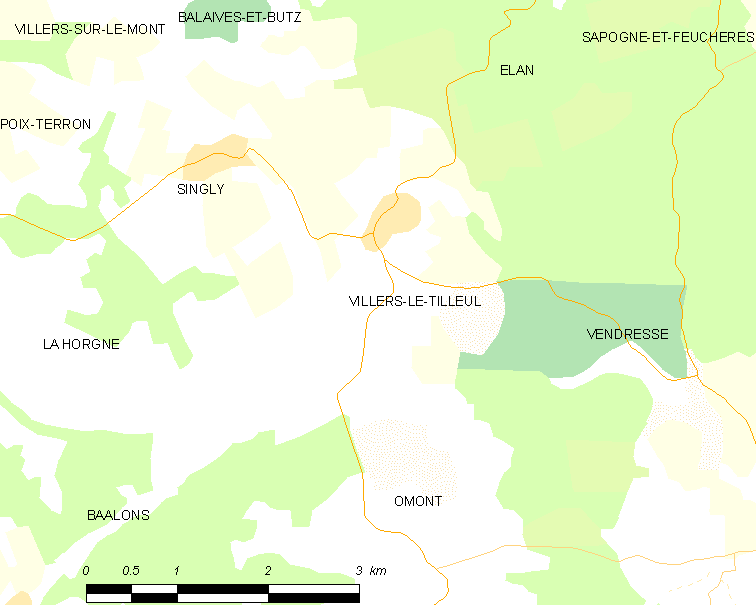
Карта коммуны